# Хуго ван дер Хус
Хуго ван дер Хус (хол. Hugo van der Goes; рођен око 1435/1440, вероватно у Генту — 1482. Удергем код Брисела) био је фламански сликар, један од најбољих сликара епохе раног фламанског сликарства друге половине 15. века. 
Оригинални допринос његовог сликарства је у комбиновању пејзажа са реалистичним детаљима и дочаравању фантастичних и емотивних стања. На Ван дер Хусов уметнички развој утицали су Рохир ван дер Вејден и Јан ван Ајк. 
Његовим најчувенијим делом сматра се Триптих Портинари који је наручио богати фирентинска трговац у Брижу Томазо Портинари. Слика је у Фиренцу стигла 1483. где је постала веома цењена. Имала је велики утицај на италијанске ренесансне сликаре: Гирландаја, Филипино Липија и Леонарда да Винчија. Сцена је постављена делом испред архитектонске позадине, а делом као део пејзажа. Мадона је стилизована и посебно осветљена. Остали ликови су насликани непосредно и реалистично. 
Ђорђо Вазари спомиње Триптих Портинари у својим списима, и оно је једино дело које се директно може приписати Ван дер Хусу. Остале слике му се приписују на основу стилских сличности. 